# Bartolomeo Bassante

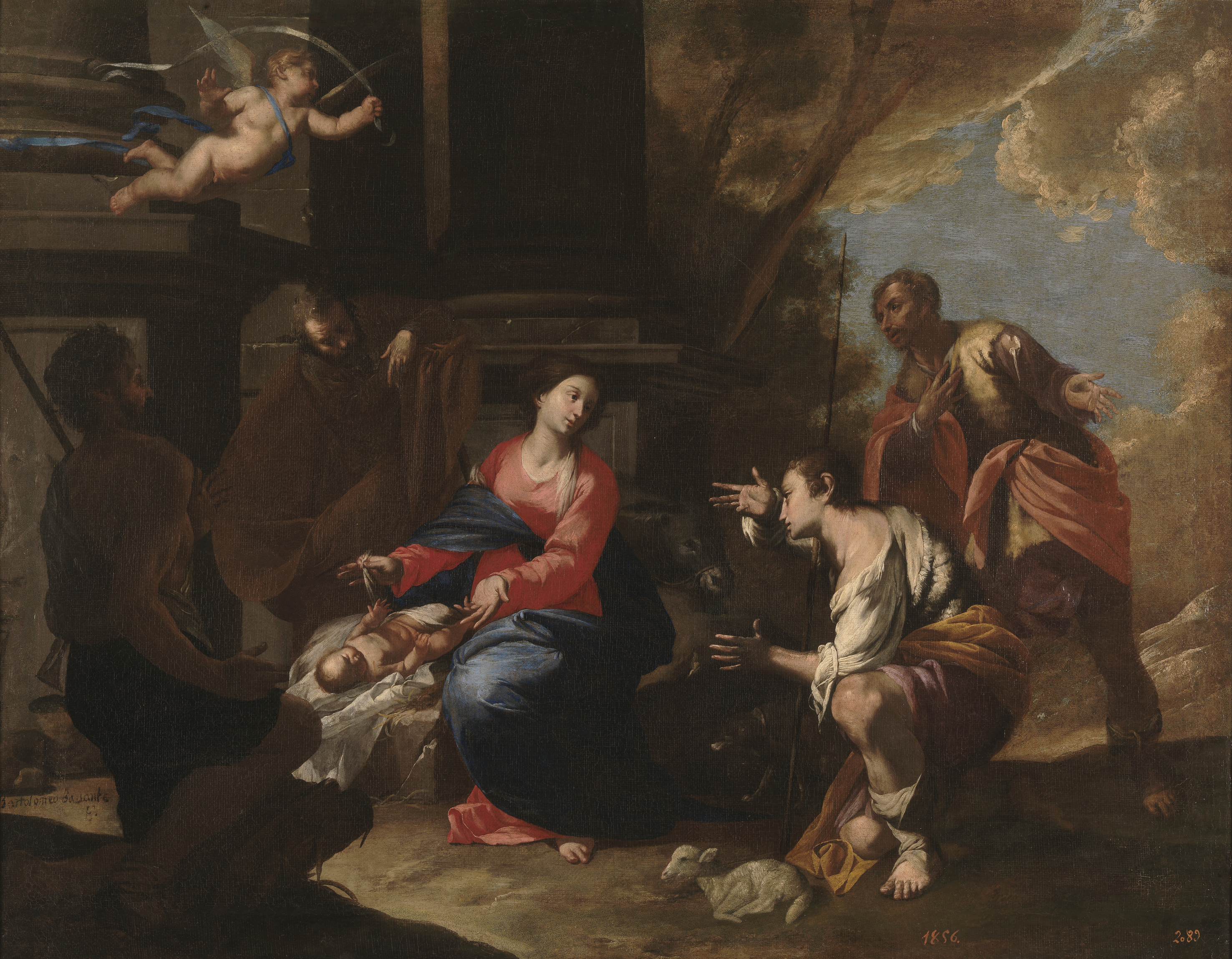
Adoración de los pastores, firmada «Bartolomeo Bassante / F», óleo sobre lienzo, 99 x 131 cm, Madrid, Museo del Prado.

Bartolomeo Bassante (Brindisi, ca. 1618-Nápoles, ca. 1648) fue un mal conocido pintor barroco italiano, identificado por Roberto Longhi con el anónimo Maestro del Anuncio a los Pastores en atención a lo que de él decía Dominici.
Consta que en 1628 entró como aprendiz en el taller de Pietro Beato, otro pintor napolitano de oscura biografía, y que en 1636 se casó con una sobrina de este. Sin embargo, según Dominici y así se aceptó durante mucho tiempo, habría sido discípulo y asistente de Ribera, correspondiéndole a él en realidad muchas de las obras que salían del taller del maestro para ser enviadas a otros países, pues era tan fiel imitador de su estilo que sus obras se confundían con facilidad, como cabía apreciar, decía Dominici, en la Natividad del Señor situada sobre la puerta de la iglesia de Santiago de los españoles, la única obra de Bassante que mencionaba.
De su producción únicamente se conocen dos obras firmadas: la Adoración de los pastores del Museo del Prado, procedente de la colección de Isabel de Farnesio, y unos Desposorios místicos de Santa Catalina en colección privada de Nápoles, en las que el recuerdo de la producción de Ribera se ve muy atenuado por la utilización de un dibujo de contornos concisos y un naturalismo mitigado, próximo al clasicismo de Massimo Stanzione, al modo de Bernardo Cavallino y sus inmediatos seguidores, pero lejos de las obras que se han agrupado en torno al llamado Maestro del Anuncio a los Pastores. Por razones estilísticas y a partir de las obras firmadas se le han atribuido algunas otras, entre ellas una Santa Catalina de Alejandría en el Palacio Madama de Turín y un San Sebastián atendido por santa Irene en colección privada londinense. En el Museo de Arte de São Paulo se conserva otro lienzo con una Adoración de los Pastores que se le atribuye.